# Geometriskt kvot
Inom algebraisk geometri, en del av matematiken, är ett geometriskt kvot av en algebraisk varietet X med verkan av en algebraisk grupp G en morfism av varieteter {\displaystyle \pi :X\to Y} så att
(i) För varje y i Y är fibern {\displaystyle \pi ^{-1}(y)} en bana av G.
(ii) Topologin av Y är kvottopologin: en delmängd {\displaystyle U\subset Y} är öppen om och bara om {\displaystyle \pi ^{-1}(U)} är öppen.
(iii) För varje öppen delmängd {\displaystyle U\subset Y} är {\displaystyle \pi ^{\#}:k[U]\to k[\pi ^{-1}(U)]^{G}} en isomorfi. (Här är k baskroppen.)

## Relation till andra kvot
A geometrisk kvot är ett kategoriskt kvot. 

## Exempel
- Kanoniska avbildningen {\displaystyle \mathbb {A} ^{n+1}\setminus 0\to \mathbb {P} ^{n}} är ett geometriskt kvot.
- Om L är en lineariserad linjeknippe på en algebraisk G-varietet X och {\displaystyle X_{(0)}^{s}} betecknar mängden stabila punkter i förhållande till L är kvoten

{\displaystyle X_{(0)}^{s}\to X_{(0)}^{s}/G}  
ett geometriskt kvot.

### Fotnoter
1. ↑  Brion 2009, Definition 1.18.